# Les dones sàvies
Les dones sàvies (en francès Les femmes savantes) és una comèdia en cinc actes, escrita en vers, en la qual es tracten les pretensions acadèmiques i exagerades dels falsos intel·lectuals i la hipocresia; és considerada una de les principals obres del dramaturg francès Jean-Baptiste Poquelin, més conegut com a Molière, a més de ser una de les seves últimes creacions.
L'obra pot considerar-se una sàtira sobre les pretensions acadèmiques en l'educació femenina de la seva època. Molière tracta de reflectir la hipocresia dels falsos intel·lectuals, als quals considera com personatges jactanciosos que aconseguien amb gran facilitat un prestigi i un reconeixement per uns escrits que realment només ostentaven afectació i envaniment, i s'aprofitaven d'aquesta manera de la candidesa i presumpció d'una clientela, majoritàriament dones, que pretenien convertir-se en sàvies i que al final, a tot estirar, les consideraven saberudes.
L'obra teatral fou estrenada al Théâtre du Palais-Royal l'11 de març de 1672.

## Argument i personatges
L'obra treballa la relació entre dues germanes, la menor (Henrietta) amb el desig de casar-se (amb Clitandre, jove que l'ha festejada durant molt de temps i actual amant), la major (Armande), centrada totalment en l'estudi de la filosofia. La mare (Philaminte), per la seua banda, aspira a ser la més culta entre els cultes, raó per la qual es dedica a escriure enciclopèdies i a convidar a casa envanits literats (Trissotin i Vadius entre ells). El pare (Chrysale), per la seua banda, no s'atreveix a dir res. La família es completa amb els germans de Chrysale: Angèlica, Belize i Aristus; i Martina, la criada.
Per poder casar-se, Henrietta necessita el suport de la família. Chrysale i Aristus són favorables al matrimoni. Però la resta de la família, és a dir, les tres "dones sàvies", Philaminte, Armande i Belize, s'hi oposen. Philaminte vol que Henriette es case amb Trissotin, la qual cosa establiria el seu pacte amb la ciència i la filosofia. Aquest compromís té el suport de Belize i Armande (que després sent una certa gelosia, ja que Trissotin havia sigut el seu antic pretendent).
Chrysale no es mostra ferm contra els desitjos de la seva esposa, i sembla que el matrimoni d'Henriette i Clitandre pot quedar trencat en benefici de Trissotin. Els amants, a continuació, intenten oposar-se al filòsof, però cap no en té èxit fins que Ariste aconsegueix burlar la duplicitat de Trissotin.